# أبلمي غوزنان (لوداب)
أبلمي غوزنان (بالفارسية: ابلمی گوزنان) هي قرية تقع في إيران في قسم لوداب الريفي. يقدر عدد سكانها بـ 169 نسمة بحسب إحصاء 2016.